# Llista de monuments de Sant Pere de Riudebitlles
Llista de monuments de Sant Pere de Riudebitlles inclosos en l'Inventari del Patrimoni Arquitectònic Català per al municipi de Sant Pere de Riudebitlles (Alt Penedès). Inclou els inscrits en el Registre de Béns Culturals d'Interès Nacional (BCIN) amb la classificació de monuments històrics i els Béns Culturals d'Interès Local (BCIL) de caràcter arquitectònic.
| Monument                                      | Protecció    | Estil/època                    | Localització                                                                        | Coordenades                                          | Codi?         | Imatge |
| --------------------------------------------- | ------------ | ------------------------------ | ----------------------------------------------------------------------------------- | ---------------------------------------------------- | ------------- | --- |
| Palau del Marquès de Llió                     | BCIN 1527-MH | Gòtic XIII-XIV                 | Sant Pere de Riudebitlles C. Major, 42                                              | 41° 27′ 13″ N, 1° 42′ 13″ E / 41.453686°N,1.703701°E | RI-51-0005669 | Palau del Marquès de Llió (Sant Pere de Riudebitlles) · Vegeu més fotos d'aquest monument · Carregueu una nova foto d'aquest monument        |
| Molí de Cal Ton del Pere                      | BCIL 2023    | Obra popular XVIII             | Sant Pere de Riudebitlles Camí de Baix, 56                                          | 41° 27′ 15″ N, 1° 42′ 14″ E / 41.454245°N,1.703984°E | IPA-2815      | Molí de Cal Ton del Pere (Sant Pere de Riudebitlles) · Vegeu més fotos d'aquest monument · Carregueu una nova foto d'aquest monument         |
| Casa senyorial Montal                         |              | Modernisme XX Inici            | Sant Pere de Riudebitlles Pl. de les Eres, 3                                        | 41° 27′ 13″ N, 1° 42′ 05″ E / 41.453604°N,1.701447°E | IPA-2818      | Casa senyorial Montal (Sant Pere de Riudebitlles) · Vegeu més fotos d'aquest monument · Carregueu una nova foto d'aquest monument            |
| Església parroquial de Sant Pere              |              | Romànic, barroc Medieval, XVII | Sant Pere de Riudebitlles Pl. de l'Església, 6                                      | 41° 27′ 14″ N, 1° 42′ 12″ E / 41.453822°N,1.703203°E | IPA-2822      | Església parroquial de Sant Pere (Sant Pere de Riudebitlles) · Vegeu més fotos d'aquest monument · Carregueu una nova foto d'aquest monument |
| Casa Josep Arnan, la Casa Gran                |              | Gòtic tardà                    | Sant Pere de Riudebitlles C. Major, 18                                              | 41° 27′ 13″ N, 1° 42′ 09″ E / 41.453482°N,1.702575°E | IPA-2823      | Casa Josep Arnan (Sant Pere de Riudebitlles) · Vegeu més fotos d'aquest monument · Carregueu una nova foto d'aquest monument                 |
| Molí d'en Jan                                 |              | Obra popular XVIII             | Sant Pere de Riudebitlles C. Sant Jeroni                                            | 41° 27′ 02″ N, 1° 41′ 56″ E / 41.450657°N,1.698908°E | IPA-2824      | Molí d'en Jan (Sant Pere de Riudebitlles) · Carregueu una nova foto d'aquest monument                                                        |
| Capella de Sant Jeroni                        |              | Obra popular XVIII             | Sant Pere de Riudebitlles Camí de Sant Jeroni                                       | 41° 26′ 58″ N, 1° 41′ 41″ E / 41.449503°N,1.694825°E | IPA-2825      | Capella de Sant Jeroni (Sant Pere de Riudebitlles) · Vegeu més fotos d'aquest monument · Carregueu una nova foto d'aquest monument           |
| Can Soler                                     |              | Obra popular XVIII             | Sant Pere de Riudebitlles Pl. de les Eres, 6                                        | 41° 27′ 12″ N, 1° 42′ 03″ E / 41.45321°N,1.700892°E  | IPA-2826      | Can Soler (Sant Pere de Riudebitlles) · Vegeu més fotos d'aquest monument · Carregueu una nova foto d'aquest monument                        |
| Cal Xarret                                    |              | Eclecticisme XIX               | Sant Pere de Riudebitlles c. Nou, 19-21                                             | 41° 27′ 10″ N, 1° 42′ 08″ E / 41.452684°N,1.7021°E   | IPA-2827      | Cal Xarret (Sant Pere de Riudebitlles) · Vegeu més fotos d'aquest monument · Carregueu una nova foto d'aquest monument                       |
| Fàbrica de Ca l'Herrando                      |              | Noucentisme XX                 | Sant Pere de Riudebitlles Carretera, 153-155-157                                    | 41° 27′ 05″ N, 1° 41′ 56″ E / 41.451521°N,1.698819°E | IPA-2828      | Fàbrica de Ca l'Herrando (Sant Pere de Riudebitlles) · Vegeu més fotos d'aquest monument · Carregueu una nova foto d'aquest monument         |
| Can Carles                                    |              | Noucentisme XX                 | Sant Pere de Riudebitlles Carretera, 38                                             | 41° 27′ 03″ N, 1° 42′ 13″ E / 41.450711°N,1.703719°E | IPA-2829      | Can Carles (Sant Pere de Riudebitlles) · Vegeu més fotos d'aquest monument · Carregueu una nova foto d'aquest monument                       |
| Cal Monetes, Cal Baqués, Cal Met de la Sona   |              | Noucentisme XX                 | Sant Pere de Riudebitlles Carretera, 36                                             | 41° 27′ 02″ N, 1° 42′ 14″ E / 41.450676°N,1.703804°E | IPA-2830      | Cal Monetes (Sant Pere de Riudebitlles) · Vegeu més fotos d'aquest monument · Carregueu una nova foto d'aquest monument                      |
| Portal de Cal Querol                          |              | Obra popular                   | Sant Pere de Riudebitlles C. de Baix, 31-33                                         | 41° 27′ 16″ N, 1° 42′ 13″ E / 41.45439°N,1.70351°E   | IPA-12130     | Portal de Cal Querol (Sant Pere de Riudebitlles) · Vegeu més fotos d'aquest monument · Carregueu una nova foto d'aquest monument             |
| Portal de Cal Secalló                         |              | Obra popular                   | Sant Pere de Riudebitlles C. de Baix, 22                                            | 41° 27′ 16″ N, 1° 42′ 12″ E / 41.454439°N,1.703363°E | IPA-12131     | Portal de Cal Secalló (Sant Pere de Riudebitlles) · Vegeu més fotos d'aquest monument · Carregueu una nova foto d'aquest monument            |
| Portal de Cal Torrents                        |              | Obra popular                   | Sant Pere de Riudebitlles C. de Baix, 10                                            |                                                      | IPA-12132     | Portal de Cal Torrents (Sant Pere de Riudebitlles) · Vegeu més fotos d'aquest monument · Carregueu una nova foto d'aquest monument           |
| Portal de Cal Jeroni Mestres                  |              | Obra popular                   | Sant Pere de Riudebitlles C. Major, 25                                              | 41° 27′ 13″ N, 1° 42′ 10″ E / 41.453486°N,1.702694°E | IPA-12133     | Carregueu una nova foto d'aquest monument |
| Portal de Cal Rafeques                        |              | Obra popular                   | Sant Pere de Riudebitlles Pl. de l'Església, 5                                      | 41° 27′ 15″ N, 1° 42′ 10″ E / 41.4541°N,1.702706°E   | IPA-12134     | Portal de Cal Rafeques (Sant Pere de Riudebitlles) · Vegeu més fotos d'aquest monument · Carregueu una nova foto d'aquest monument           |
| Portal de Ca la Paca Rossa                    |              | Obra popular                   | Sant Pere de Riudebitlles Pl. de l'Església, 10                                     | 41° 27′ 14″ N, 1° 42′ 10″ E / 41.453785°N,1.702891°E | IPA-12135     | Portal de Ca la Paca Rossa (Sant Pere de Riudebitlles) · Vegeu més fotos d'aquest monument · Carregueu una nova foto d'aquest monument       |
| Portal de la rectoria i sala parroquial       |              | Obra popular                   | Sant Pere de Riudebitlles                                                           | 41° 27′ 14″ N, 1° 42′ 11″ E / 41.453772°N,1.702943°E | IPA-12136     | Carregueu una nova foto d'aquest monument |
| Portal de Cal Teodor                          |              | Obra popular                   | Sant Pere de Riudebitlles C. Josep Esbert, 56                                       | 41° 27′ 15″ N, 1° 42′ 14″ E / 41.45418°N,1.70400°E   | IPA-12137     | Carregueu una nova foto d'aquest monument |
| Portal de Cal Ròmul Torrents, Molí de la Vila |              | Obra popular                   | Sant Pere de Riudebitlles C. Josep Esbert, 37                                       | 41° 27′ 12″ N, 1° 42′ 14″ E / 41.45342°N,1.70388°E   | IPA-12138     | Portal de Cal Ròmul Torrents (Sant Pere de Riudebitlles) · Vegeu més fotos d'aquest monument · Carregueu una nova foto d'aquest monument     |
| Portal del Casal del Trull                    |              | Obra popular                   | Sant Pere de Riudebitlles C. del Trull, 9                                           | 41° 27′ 14″ N, 1° 42′ 04″ E / 41.453848°N,1.701235°E | IPA-12139     | Carregueu una nova foto d'aquest monument |
| Ajuntament de Sant Pere de Riudebitlles       |              | Noucentisme                    | Sant Pere de Riudebitlles Pl. de les Eres, 1                                        | 41° 27′ 13″ N, 1° 42′ 06″ E / 41.453678°N,1.701625°E | IPA-12140     | Ajuntament de Sant Pere de Riudebitlles · Vegeu més fotos d'aquest monument · Carregueu una nova foto d'aquest monument                      |
| Safareig de Cal Ròmul Torrents                |              |                                | Sant Pere de Riudebitlles Camí de Baix, 36                                          | 41° 27′ 12″ N, 1° 42′ 15″ E / 41.453418°N,1.704169°E | IPA-12141     | Safareig de Cal Ròmul Torrents (Sant Pere de Riudebitlles) · Vegeu més fotos d'aquest monument · Carregueu una nova foto d'aquest monument   |
| Cal Querol                                    |              | Obra popular                   | Sant Pere de Riudebitlles Pl. de l'Església, 9                                      | 41° 27′ 14″ N, 1° 42′ 10″ E / 41.453789°N,1.702781°E | IPA-12142     | Carregueu una nova foto d'aquest monument |
| Ca l'Olivella                                 |              |                                | Sant Pere de Riudebitlles C. Montseny, 3                                            | 41° 27′ 13″ N, 1° 42′ 08″ E / 41.453494°N,1.702108°E | IPA-12143     | Ca l'Olivella (Sant Pere de Riudebitlles) · Vegeu més fotos d'aquest monument · Carregueu una nova foto d'aquest monument                    |
| El Pont Nou, aqüeducte                        |              | Obra popular                   | Sant Pere de Riudebitlles A 1 km a l'oest del nucli urbà, al costat de la carretera | 41° 27′ 00″ N, 1° 41′ 30″ E / 41.450043°N,1.691605°E | IPA-32174     | El Pont Nou (Sant Pere de Riudebitlles) · Vegeu més fotos d'aquest monument · Carregueu una nova foto d'aquest monument                      |
| Voltes de Can Butifoll                        |              | Obra popular XVII-XVIII        | Sant Pere de Riudebitlles C. de Baix, 45                                            | 41° 27′ 15″ N, 1° 42′ 13″ E / 41.45422°N,1.70373°E   | IPA-38295     | Voltes de Can Butifoll (Sant Pere de Riudebitlles) · Vegeu més fotos d'aquest monument · Carregueu una nova foto d'aquest monument           |
| Molí de Can Xerta                             | BCIL 2023    | XVIII-XIX                      | Sant Pere de Riudebitlles Camí de Baix, 32                                          | 41° 27′ 15″ N, 1° 42′ 14″ E / 41.45430°N,1.70384°E   | IPA-53856     | Carregueu una nova foto d'aquest monument |